# بانویی با قاقم

نقاشی بانویی با قاقم، اثری خلق‌شده از رنگ روغن روی چوب گردو - حوالی ۱۴۸۹ میلادی است و اکنون در مالکیت موزه ملی کراکف قرار دارد.

بانویی با قاقم (به انگلیسی: Lady with an Ermine) نام یکی از نقاشی‌های پُرتره ی لئوناردو دا وینچی به ابعاد ۵۴×۳۹ سانتی‌متر مربع است. احتمالاً داوینچی این نقاشی را در سال‌های ۱۴۹۰–۱۴۸۹ در زمانی که در خدمت دوک میلان بود، کشید. این تابلو هم‌اکنون در موزه ملی کراکوف در لهستان نگهداری می‌شود.

## جستاره‌های وابسته
- مونالیزا
- غسل تعمید مسیح (داوینچی)